# Olaf Reitz

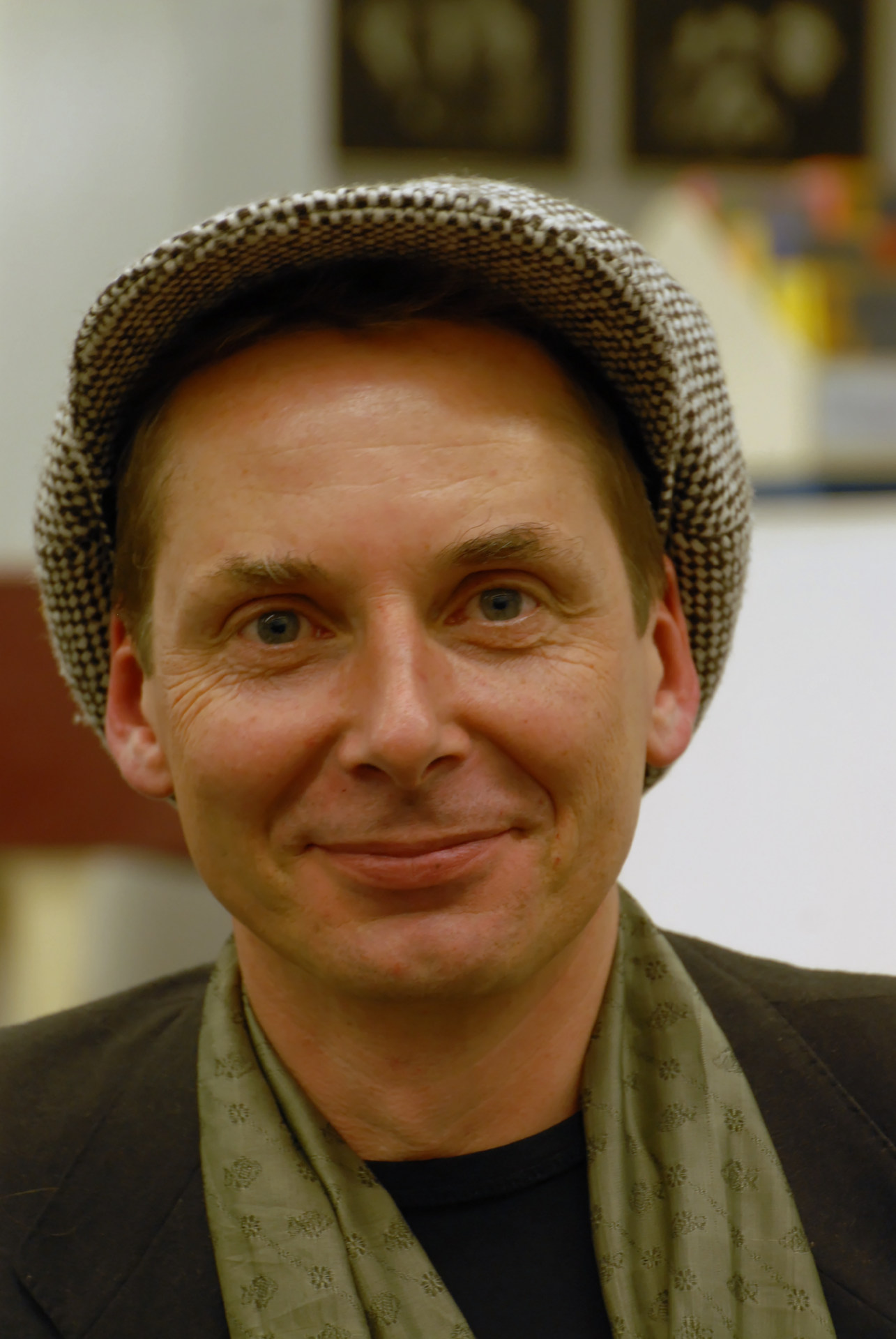
Olaf Reitz, 2015

Olaf Reitz (* 30. September 1969 in Wuppertal) ist ein deutscher Schauspieler, Regisseur und Hörspiel- und Synchronsprecher.

## Leben
Olaf Reitz ist freier Schauspieler, Sprecher und Regisseur. Im Vordergrund seiner Arbeit steht die Realisation von eigenen Bühnenprojekten. Bis Ende der 1990er Jahre bildeten Theaterprojekte seinen Schwerpunkt. Seitdem hat Reitz sich auf Literaturprogramme spezialisiert, in denen er Literatur mit Musik unterschiedlichster Genres verbindet.
Darüber hinaus ist seine Stimme in Hörspielen, Hörbüchern, Dokumentationen, synchronisierten Spielfilmen und Radioformaten zu hören.
2006 gewann Olaf Reitz auf der Leipziger Buchmesse die „Rote Feder“ für sein Hörbuch Hamlet.

## Werke
- Galgenlieder und andere Gesänge (Tonträger): Christian Morgenstern (Lyrik und Prosa), Reitz, Pasquay, Hörbuch, Valve Records # 8387
- Zauberhafte Automaten (Tonträger): Beimel, Reitz, Tröger, Hörbuch und Spieluhrmusik, Valve Records #6687
- Morgenstern (Tonträger, mp3-download): Inszenierte Krimi-Lesung der Serie von Raimon Weber
- Nach Hause (mp3-download): Neun makabere Variationen von Eugen Egner, Hörbuch
- Bergische Geister (Tonträger): Carl Biebighäuser, Ein edler Räuber, Hörbuch / Sprecher, Erzählung: Caroline Keufen, Carl Biebighäuser, Paul Decker; Text: Olaf Reitz; Manufaktur Media GmbH / Tim Buktu
- Der Bau (Tonträger): Ein Erzählfragment / Franz Kafka. Ein Hörspiel von Olaf Reitz. Sprecher: Olaf Reitz, ISBN 3-9807289-2-7
- Das Paradies (Tonträger): Thomas Beimel, Gunda Gottschalk; Label: Valve Records
- ACEDIA – hemmungslos (mp3-download): Shakespeare Monologe in neuem Klanggewand (Ballein | Reitz | Schiele); Portal: claudio.de